# Santuario della Madonna delle Grazie (Fidenza)
Il santuario della Madonna delle Grazie è un luogo di culto cattolico dalle forme neoclassiche situato in località Monte Manolo a Pieve Cusignano, frazione di Fidenza, in provincia di Parma e diocesi di Fidenza; è sussidiario della parrocchiale di San Giovanni Battista di Pieve Cusignano e fa parte del vicariato di Fidenza.

## Storia
La devozione alla Madonna delle Grazie si sviluppò a Monte Manolo fin dai primi anni del XVIII secolo, dopo che si diffusero le notizie di eventi miracolosi verificatisi nelle vicinanze di un capitello votivo dipinto con l'immagine della Beata Vergine.
Prima della metà del secolo sul luogo dell'antico cippo fu costruito un piccolo oratorio per volere del marchese Ercole Pallavicino, arciprete della pieve di Cusignano, in segno di ringraziamento per la prodigiosa guarigione dalla gotta di cui soffriva gravemente.
Intorno al 1790 la cappella, profondamente degradata, fu demolita e ricostruita dagli abitanti della zona.
Nel 1819 davanti alla facciata fu edificato un piccolo portico, in grado di accogliere i pellegrini che si recavano in visita al luogo di culto.
Nel 1828 l'oratorio fu sottoposto a lavori di restauro, cui ne seguirono altri nel 1840.
Nel 1915 la cappella, ormai inadeguata ad accogliere i numerosi fedeli, fu nuovamente ricostruita per volere di Francesco Jasoni, parroco della pieve di Cusignano, che incaricò della progettazione l'architetto Lamberto Cusani.
Nel 1957 fu eretto, per volere della famiglia Serventi, nel sagrato antistante la cappella un obelisco coronato dalla statua della Madonna.
Nel 1981 il vescovo di Parma Amilcare Pasini elevò l'oratorio a santuario diocesano.

## Descrizione

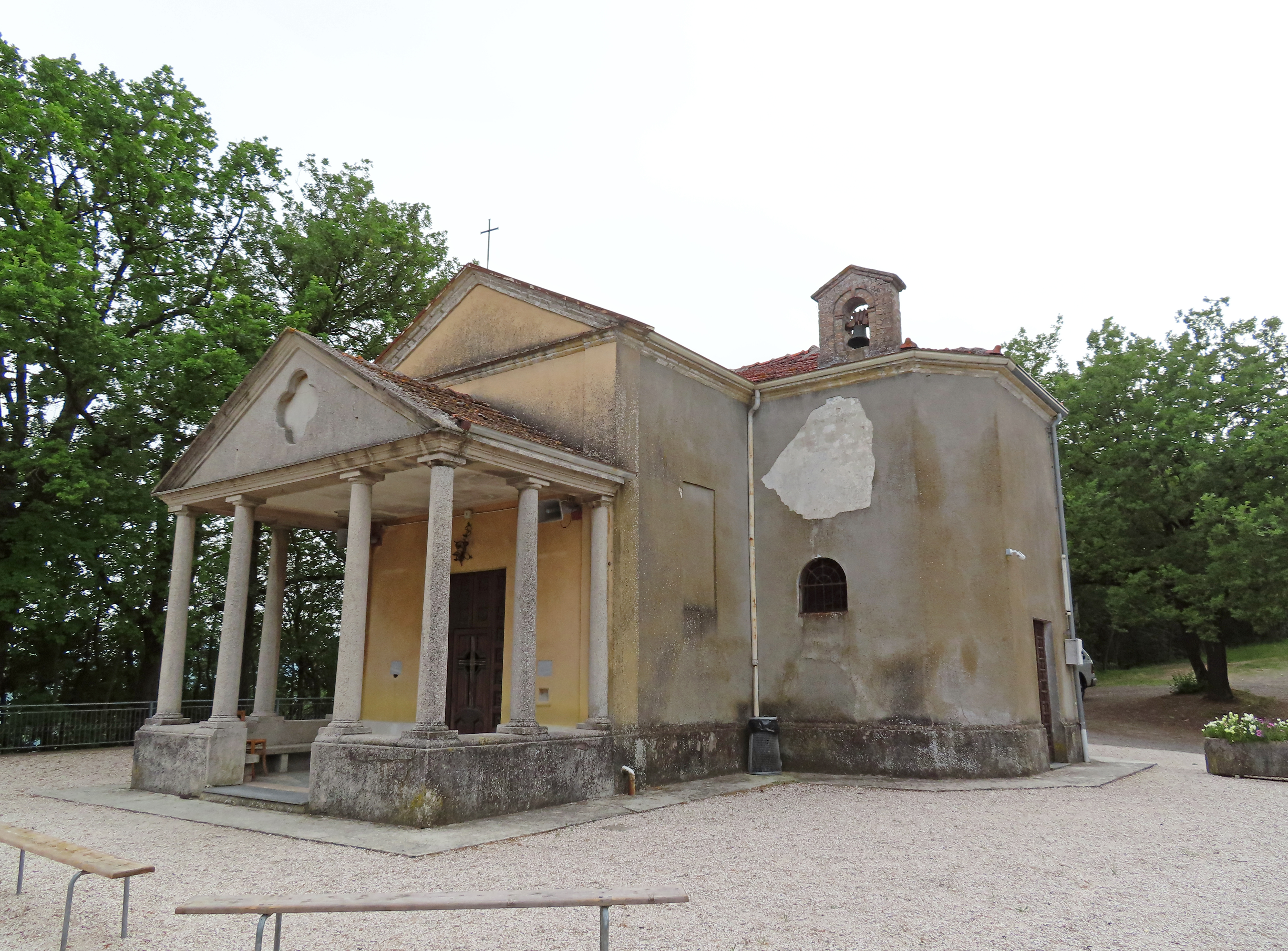
Facciata e lato nord

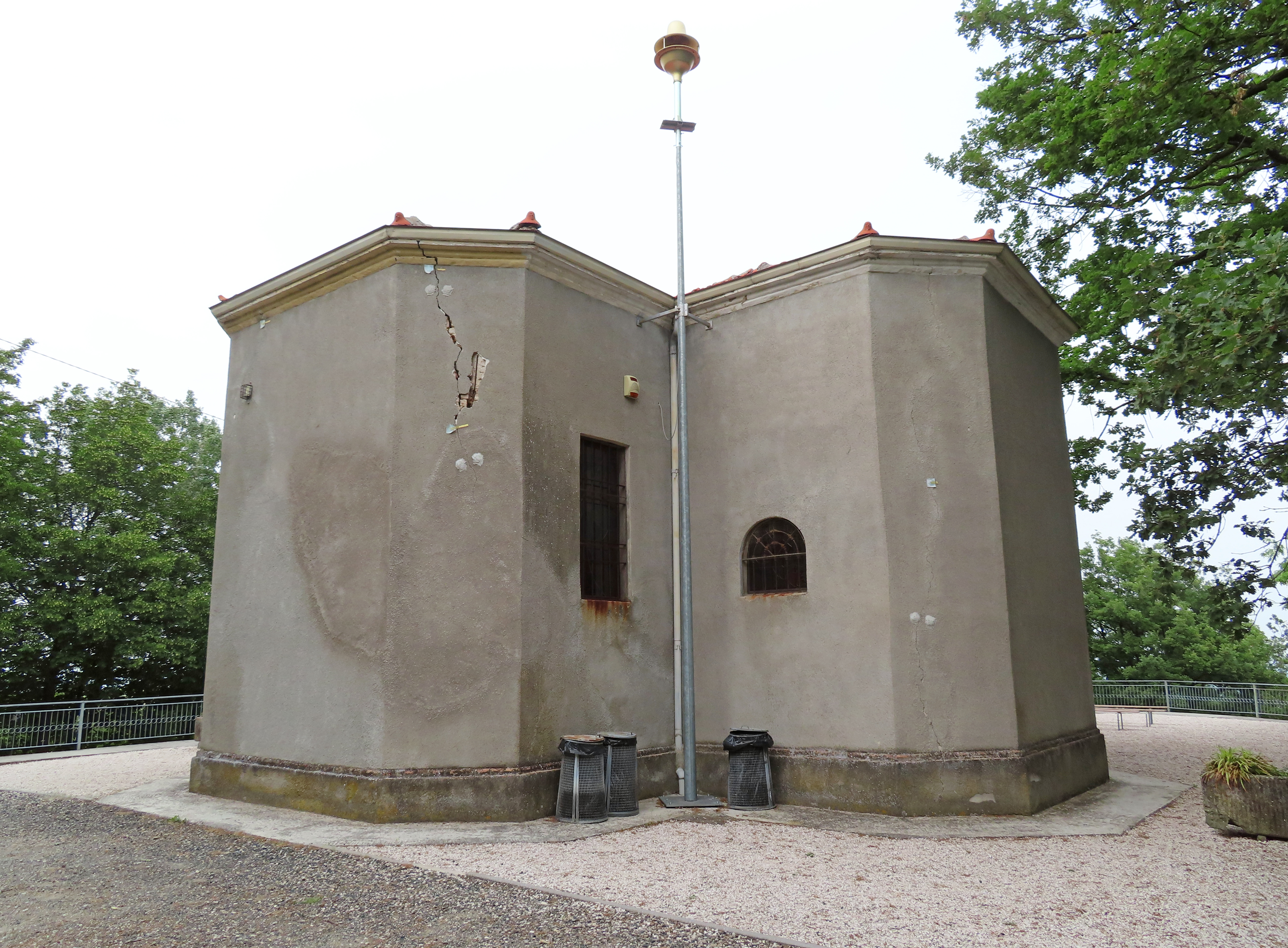
Retro e lato sud

Il santuario si sviluppa su una pianta centrale a croce greca.
La simmetrica facciata a capanna, interamente intonacata, è preceduta da un imponente portico retto da colonne doriche e sormontato da un frontone triangolare con cornice modanata, al cui centro si staglia una nicchia a forma di croce greca; alla base si apre l'ampio portale d'ingresso; il prospetto è coronato da un frontone triangolare.
All'interno l'aula è decorata con lesene in corrispondenza degli spigoli tra i quattro bracci della croce greca. Al centro è collocato l'altare maggiore a mensa su colonnotti, mentre sul fondo del presbiterio si eleva l'altare maggiore marmoreo, sormontato da un'ancona su colonne binate in marmo rosso; all'interno di quest'ultima si staglia un medaglione in marmo di Carrara, decorato con un altorilievo raffigurante la Madonna delle Grazie, scolpito nel 1730 per volere di Ercole Pallavicino.